# Adia coerulescens
Adia coerulescens är en tvåvingeart som först beskrevs av Gabriel Strobl 1893.  Adia coerulescens ingår i släktet Adia och familjen blomsterflugor. Inga underarter finns listade i Catalogue of Life.